# 纳比派

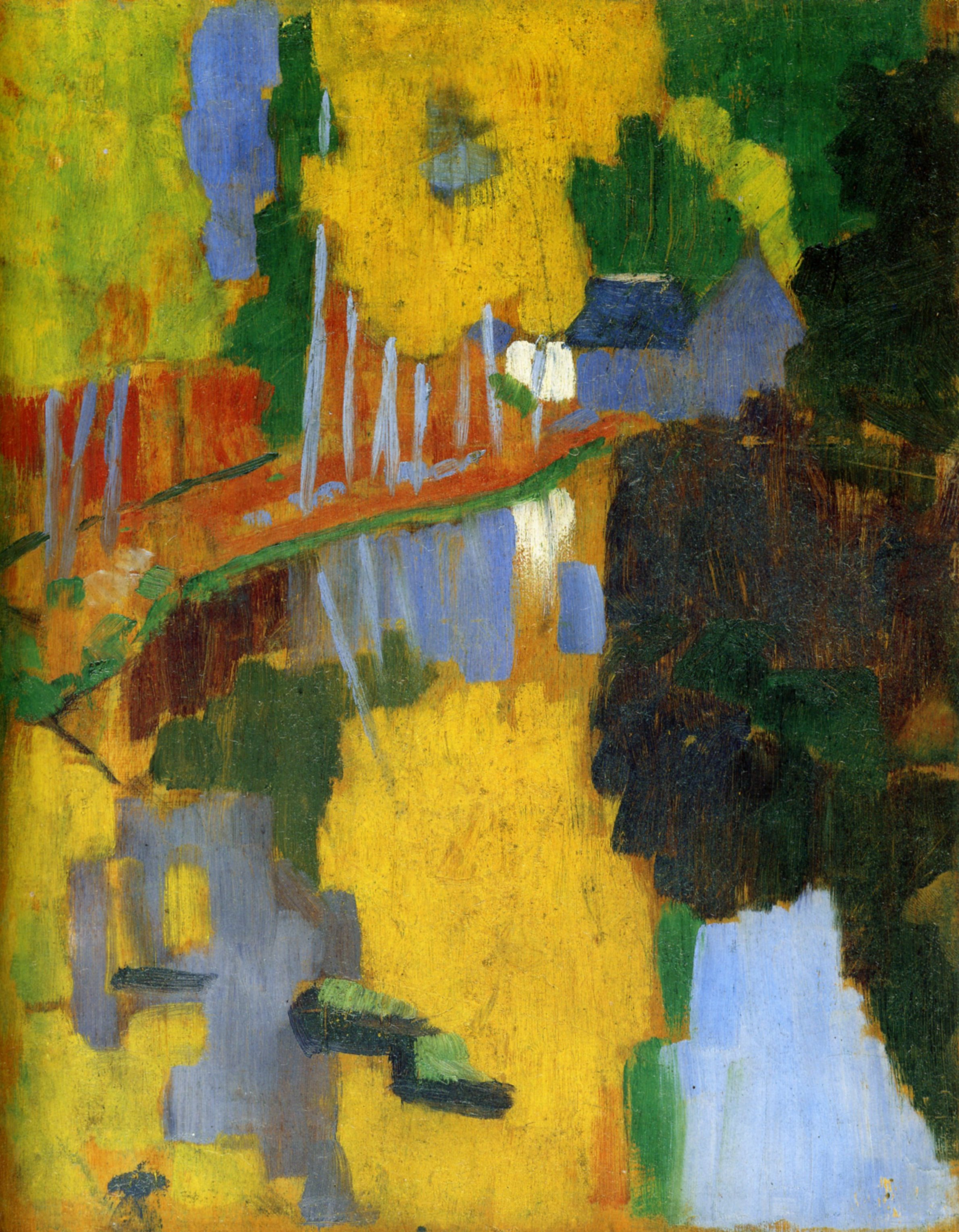
保罗·塞律西埃護身符，1888年，油畫於木板，27 x 21,5 cm，巴黎奧賽博物館。

纳比派（法語：Les Nabis）是1890年代法國的美術、平面藝術流派，由一群後印象派的前衛藝術家所組成。成員最初是一群對當代藝術及文學有興趣的朋友，他們多是1890年代晚期巴黎私立盧多夫·朱利安藝術學校的學生。
主要代表人物有: 爱德华·维亚尔、保罗·塞律西埃